# Liste der Monuments historiques in Marac
Die Liste der Monuments historiques in Marac führt die Monuments historiques in der französischen Gemeinde Marac auf.

## Liste der Immobilien
| Bezeichnung           | Beschreibung                                                               | Standort               | Kennzeichnung | Schutzstatus | Datum | Bild |
| --------------------- | -------------------------------------------------------------------------- | ---------------------- | ------------- | ------------ | ----- | ---- |
| Brücke über die Suize | einbogige Straßenbrücke, 1769, Architekt Claude-Nicolas Ledoux; mit Rampen | Rue des Charmes (Lage) | PA00132594    | Inscrit      | 1994  |      |